# Escalaplano
Escalaplano (Scalepranu in sardo) è un comune italiano di 2 026 abitanti della città metropolitana di Cagliari, che si trova a 338 metri di altitudine sul livello del mare.
Ai sensi della Legge Regionale n. 9 del 12 luglio 2001, che ha previsto l'istituzione delle nuove province sarde, Escalapiano passò dalla provincia di Nuoro a quella di Cagliari, di cui fece parte fino alla successiva riforma del 2016.

## Storia
L'area fu abitata già in epoca prenuragica per la presenza di alcune domus de janas, in epoca nuragica per la presenza nel territorio di alcuni nuraghi, e in epoca romana per la presenza di alcune rovine.
Nel Medioevo appartenne al giudicato di Cagliari e fece parte della curatoria di Siurgus. Alla caduta del giudicato (1258) passò sotto il dominio pisano e successivamente (1323) sotto il dominio aragonese. Nel 1363 il re d'Aragona Pietro IV il Cerimonioso incorporò il paese nella contea di Quirra, data in feudo a Berengario Carroz. Nel 1604 fu annesso al ducato di Mandas della famiglia Ladron. All'estinzione di questa famiglia nel 1617, il feudo passò agli Zuñiga, duchi di Bejar.
Intorno al 1652 la popolazione di Escalaplano diminuì notevolmente a causa di una terribile epidemia di peste.
Nel 1777 il feudo passò dapprima ai Maza e poi ai Tellez-Giron, ai quali fu riscattato nel 1839 con la soppressione del sistema feudale.

### Simboli
Lo stemma e il gonfalone del comune di Escalaplano sono stati concessi con decreto del presidente della Repubblica del 24 giugno 2003.
Il gonfalone municipale è un drappo di giallo con la bordatura di azzurro.

## Società

### Evoluzione demografica
Abitanti censiti